# Cruces del Mérito Militar
Las Cruces del Mérito Militar, denominadas Orden del Mérito Militar hasta 1995, son una condecoración de España que cuenta con varias categorías y tiene por objeto recompensar a los miembros del Ejército y la Guardia Civil y otras personas civiles tras la realización de acciones y hechos o la prestación de servicios de destacado mérito.
El Reglamento general de recompensas militares, por el que se rige las Cruces del Mérito Militar, fue aprobado por el Real Decreto 1040/2003 de 1 de agosto (BOD, n.º 177).

## Categorías

### Cruz
Está destinada a oficiales, suboficiales y tropa y el personal civil que no tenga el rango suficiente para obtener la gran cruz.
Las cruces del Mérito Militar, que serán de brazos iguales, llevarán en el centro un escudo circular cuartelado y fileteado en oro: primero, de Castilla; segundo, de León; tercero, de Aragón, y cuarto, de Navarra; entado en punta Granada y escusón en su centro de Borbón-Anjou. En su reverso, el escudo llevará inscritas las letras, en oro, MM, sobre esmalte de color rojo. Se concederán: 
- Con distintivo rojo: Se concederán a aquellas personas que, con valor, hayan realizado acciones, hechos o servicios eficaces en el transcurso de un conflicto armado o de operaciones militares que impliquen o puedan implicar el uso de fuerza armada, y que conlleven unas dotes militares o de mando significativas. La cruz con distintivo rojo estará esmaltada en rojo y penderá de una cinta roja con lista blanca en el centro de ancho igual a un octavo del ancho total de aquella.
- Con distintivo azul: Se concederán por acciones, hechos o servicios extraordinarios que, sin estar contemplados en la sección 1.ª de este capítulo, se lleven a cabo en operaciones derivadas de un mandato de las Naciones Unidas o en el marco de otras organizaciones internacionales. La cruz con distintivo azul será esmaltada en blanco con listas esmaltadas en azul más oscuro en los brazos, salvo en el superior, y penderá de una cinta igual a la de la cruz con distintivo blanco, con cantos azules más oscuros de dos milímetros de ancho.
- Con distintivo amarillo: Se concederán por acciones, hechos o servicios que entrañen grave riesgo y en los casos de lesiones graves o fallecimiento, como consecuencia de actos de servicio, siempre que impliquen una conducta meritoria. La cruz con distintivo amarillo será esmaltada en blanco con listas esmaltadas en amarillo en los brazos, salvo en el superior, y penderá de una cinta igual a la de la cruz con distintivo blanco, con cantos amarillos de dos milímetros de ancho.
- Con distintivo blanco: Se concederán por méritos, trabajos, acciones, hechos o servicios distinguidos, que se efectúen durante la prestación de las misiones o servicios que ordinaria o extraordinariamente sean encomendados a las Fuerzas Armadas o que estén relacionados con la Defensa, y que no se encuentren definidos en las tres secciones anteriores de este capítulo. La cruz con distintivo blanco será esmaltada en blanco. Penderá de una cinta blanca con lista roja en el centro de ancho igual a un octavo del ancho total de aquella.

### Gran cruz
Para oficiales generales y personal civil con un rango institucional, administrativo, académico o profesional. Lleva anexo el tratamiento de excelencia.
La gran cruz es una placa abrillantada de ráfagas en oro, con la cruz del correspondiente color en el centro, orlada de dos leones y dos castillos en plata, proporcionales al conjunto. Banda de seda, de los mismos colores que la cinta de la que penden las cruces, uniéndose en sus extremos con un lazo de la misma cinta, del que penderá la venera de la gran cruz timbrada de corona real, en oro, y sujeta a la banda por un aro dorado. La venera consistirá en la cruz correspondiente del mérito y distintivo concedido. Se concederán: 
- Con distintivo rojo: Se concederán a aquellas personas que, con valor, hayan realizado acciones, hechos o servicios eficaces en el transcurso de un conflicto armado o de operaciones militares que impliquen o puedan implicar el uso de fuerza armada, y que conlleven unas dotes militares o de mando significativas.
- Con distintivo azul: Se concederán por acciones, hechos o servicios extraordinarios que, sin estar contemplados en la sección 1.ª de este capítulo, se lleven a cabo en operaciones derivadas de un mandato de las Naciones Unidas o en el marco de otras organizaciones internacionales.
- Con distintivo amarillo: Se concederán por acciones, hechos o servicios que entrañen grave riesgo y en los casos de lesiones graves o fallecimiento, como consecuencia de actos de servicio, siempre que impliquen una conducta meritoria.
- Con distintivo blanco: Se concederán por méritos, trabajos, acciones, hechos o servicios distinguidos, que se efectúen durante la prestación de las misiones o servicios que ordinaria o extraordinariamente sean encomendados a las Fuerzas Armadas o que estén relacionados con la Defensa, y que no se encuentren definidos en las tres secciones anteriores de este capítulo.

## Insignias y pasadores
| Gran cruz con distintivo rojo. | Gran cruz con distintivo azul. | Gran cruz con distintivo amarillo. | Gran cruz con distintivo blanco. |
| Cruz con distintivo rojo.      | Cruz con distintivo azul.      | Cruz con distintivo amarillo.      | Cruz con distintivo blanco.      |